# Francis Talbot (11e comte de Shrewsbury)
Francis Talbot, 11e comte de Shrewsbury, 11e comte de Waterford (1623 - 16 mars 1668), est un pair anglais qui est un officier royaliste pendant la guerre civile anglaise. Il survit à la guerre pour être mortellement blessé dans un duel avec le duc de Buckingham qui a une liaison avec sa femme.

## Biographie
Talbot est le deuxième fils de John Talbot (10e comte de Shrewsbury), de son premier mariage avec Mary Fortescue.
Talbot est capitaine dans les armées royalistes pendant la guerre civile anglaise et combat à la bataille de Worcester en 1651. Après la défaite royaliste, il s'enfuit à l'étranger en Europe mais retourne en Angleterre avant février 1654, le mois où il hérite du comté de son père, lorsqu'il demande au Lord Protecteur, Oliver Cromwell, de lui pardonner les offenses contre le Parlement. Il est soupçonné de complicité dans l'insurrection royaliste infructueuse de Sir George Booth en août 1659 dans la période comprise entre la mort de Cromwell et la restauration du roi Charles II en 1660.
Shrewsbury est facilement employé à la cour de Charles. Il porte la deuxième épée au couronnement du roi en 1661, et la même année est nommé gardien du Château de Hampton Court et trésorier et receveur général d'Irlande.

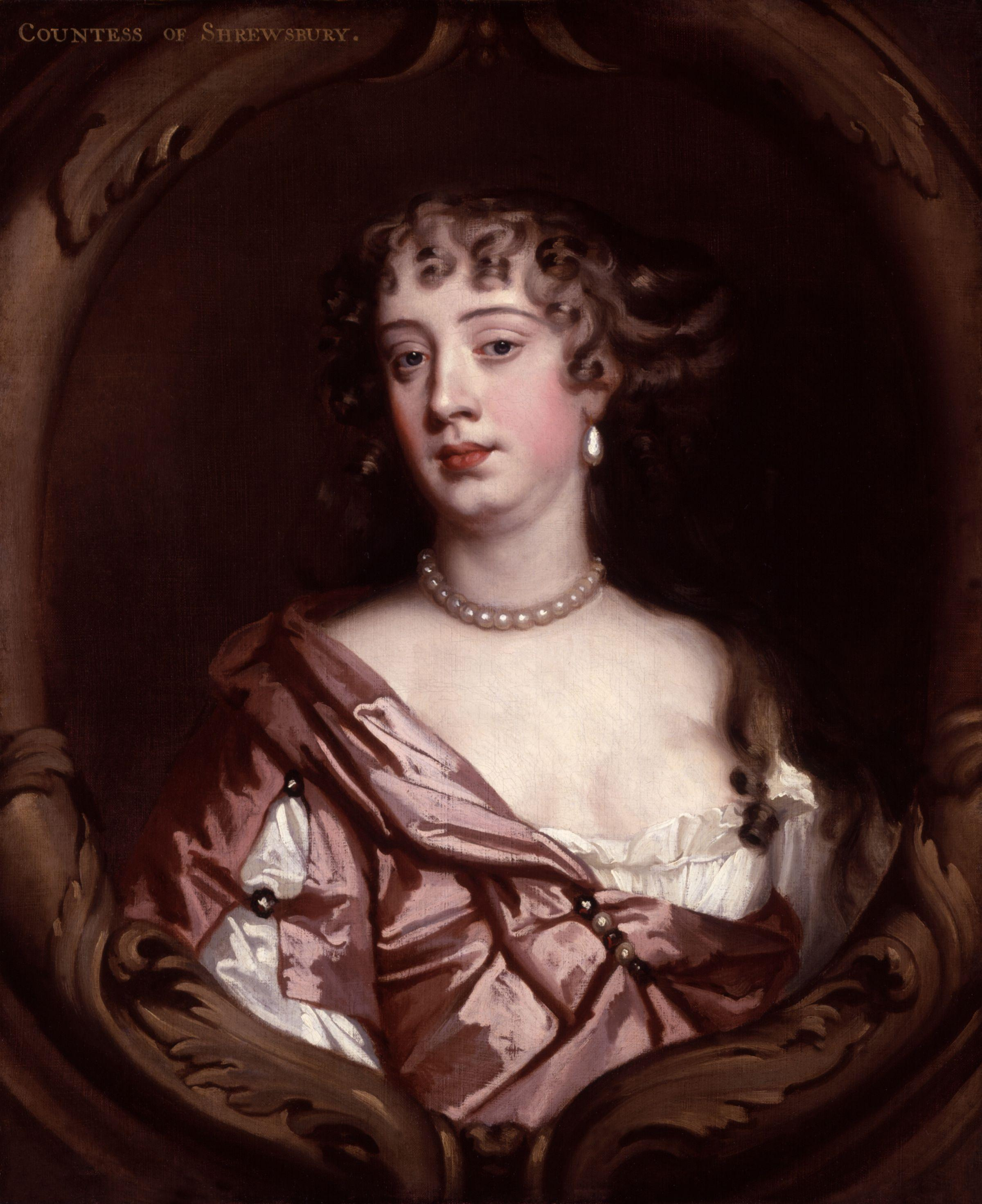
Lady Anna Maria Brudenell

Après la mort de sa première femme et de ses deux jeunes fils, Shrewsbury (qui succède à son père en 1654) épouse la « célèbre » Lady Anna Maria Brudenell, une fille de Robert Brudenell (2e comte de Cardigan), le 10 janvier 1659.
Le 16 janvier 1668, il se bat en duel avec l'un des amants de sa femme, George Villiers (2e duc de Buckingham), et est mortellement blessé, mourant deux mois plus tard de ses blessures. Il est enterré à l'église paroissiale d'Albrighton dans le Shropshire.
Le comte a deux fils avec Maria Brudenell. Il est remplacé par son fils aîné, Charles. Son deuxième fils, John Talbot (1665-1686), est également tué en duel par Henry FitzRoy (1er duc de Grafton) (le fils illégitime du roi Charles II), Talbot "ayant donné au duc de Grafton un langage très inesthétique et provocateur".